# Wheatbelt
De Wheatbelt is een van de negen regio's van West-Australië. Het omringt de stadsmetropool Perth gedeeltelijk. De Wheatbelt is meer dan 150.000 km² groot, telde in 2017 74.000 inwoners en bestaat uit 42 lokale bestuurlijke gebieden of LGA's.

## Geografie
De regio had ooit een divers ecosysteem. In de jaren 1890 begon men met ontbossen om landbouwgronden te verkrijgen. Tegenwoordig groeit 11% van de in Australië bedreigde plantensoorten in de Wheatbelt.

## Economie
In 2017 was het bruto regionale product (cfr. Bnp) van de Wheatbelt 6,66 miljard AUD. Landbouw en visserij was met een omzet van 2,2 miljard AUD de grootste sector van de economie. De Wheatbelt is daarmee de grootste producent van landbouwproducten van West-Australië. De mijnindustrie was goed voor 1,39 miljard AUD. Kleinere sectoren waren de bouw (417 miljoen $), transport en logistiek (323 miljoen $) en de sociale sector (286 miljoen $). De kleinhandel was goed voor 166 miljoen $. Met 300 MW afkomstig uit windmolenparken leverde de Wheatbelt in 2017 de helft van de duurzame stroom die in West-Australië geproduceerd werd. De Wheatbelt Development Commission heeft net als de Mid West Development Commission een blauwdruk voor de socio-economische ontwikkeling van de regio tegen 2050 opgesteld.

### Toerisme
De Wheatbelt heeft een aantal belangrijke toeristische troeven. De Pinnacles en de kust, de valleien van de Avon en de Chittering rivieren, Wave Rock, de Great Western Woodlands en verscheidene nationale parken met prachtige landschappen en rotsformaties.

## Lokale bestuurlijke gebieden (LGA's)
De Wheatbelt Development Commission (WDC) deelt de LGA's op in 5 subregio's : Avon, Central Coast, Central Midlands, Central East en Wheatbelt South.
- Avon
  - Shire of Beverley
  - Shire of Cunderdin
  - Shire of Dowerin
  - Shire of Goomalling
  - Shire of Koorda
  - Shire of Northam
  - Shire of Quairading
  - Shire of Tammin
  - Shire of Toodyay
  - Shire of Wyalkatchem
  - Shire of York

- Central Coast :
  - Shire of Dandaragan - WDC kantoor in Jurien Bay
  - Shire of Gingin
- Central Midlands :
  - Shire of Chittering
  - Shire of Dalwallinu
  - Shire of Moora – WDC kantoor in Moora
  - Shire of Victoria Plains
  - Shire of Wongan-Ballidu

- Central East :
  - Shire of Bruce Rock
  - Shire of Kellerberrin
  - Shire of Merredin – WDC kantoor in Merredin
  - Shire of Mt Marshall
  - Shire of Mukinbudin
  - Shire of Narembeen
  - Shire of Nungarin
  - Shire of Trayning
  - Shire of Westonia
  - Shire of Yilgarn

- Wheatbelt South
  - Shire of Brookton
  - Shire of Corrigin
  - Shire of Cuballing
  - Shire of Dumbleyung
  - Shire of Kondinin
  - Shire of Kulin
  - Shire of Lake Grace
  - Shire of Narrogin – WDC kantoor in Narrogin
  - Shire of Pingelly
  - Shire of Wagin
  - Shire of Wandering
  - Shire of West Arthur
  - Shire of Wickepin
  - Shire of Williams

Voor bestuurlijke doeleinden in verband met toerisme worden de LGA's van de regio opgedeeld in 3 subregio's : Wheatbelt North East, Wheatbelt Central en The Open Wheatbelt.
De Wheatbelt wordt in de toeristische sector ook wel als deel van Australia's Golden Outback gepromoot en Wheatbelt & Wave Rock genoemd.

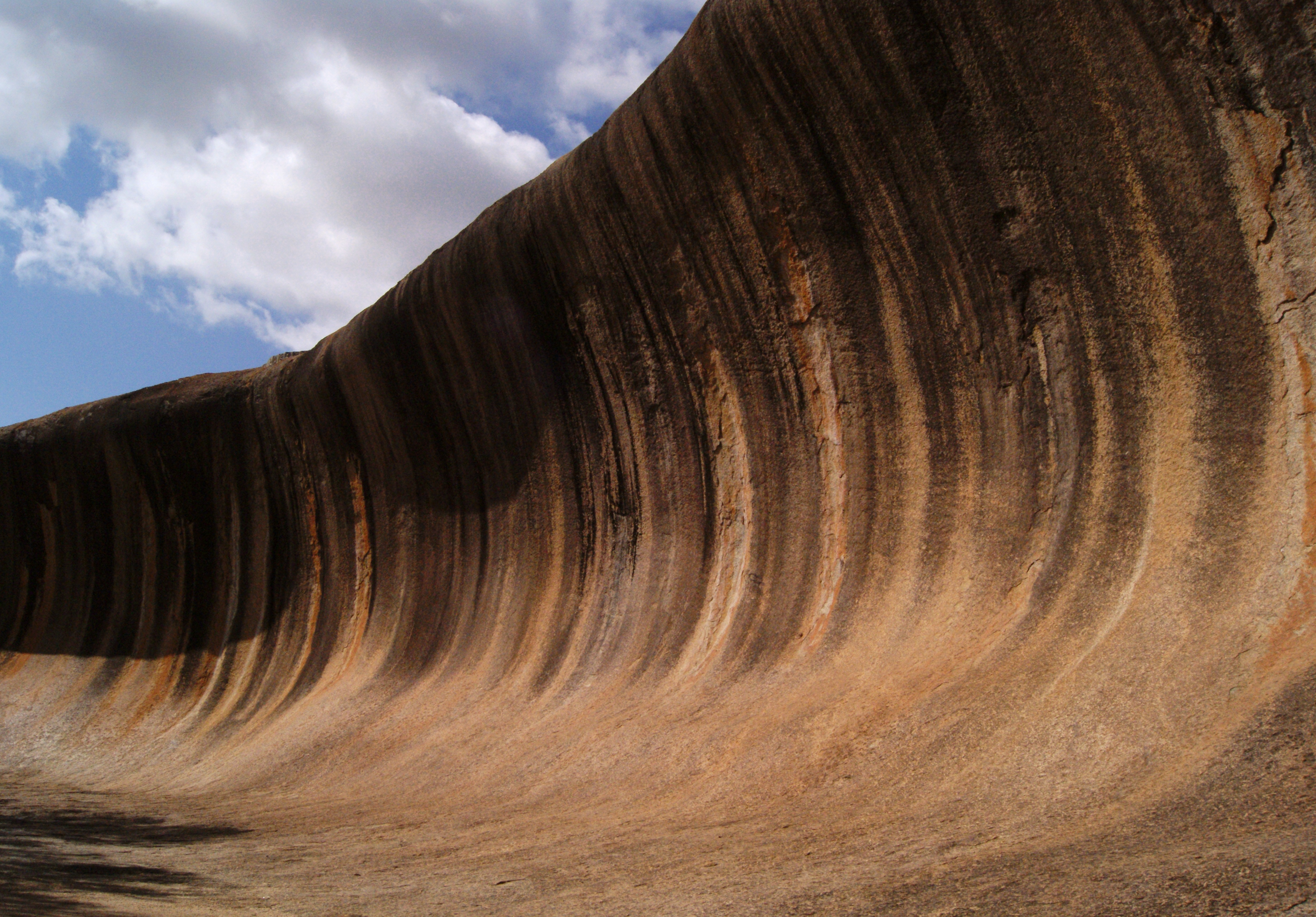
Wave rock

Gascoyne · Goldfields-Esperance · Great Southern · Kimberley · Mid West · Peel · Pilbara · Wheatbelt · South West
Aldersyde · Amery · Ardath · Arthur River · Baandee · Babakin · Badgingarra · Badjaling · Bailup · Bakers Hill · Balkuling · Ballaying · Ballidu · Beacon · Beenong · Beermullah · Bejoording · Belka · Bencubbin · Bendering · Benjaberring · Beverley · Bilbarin · Bindi Bindi · Bindoon · Bodallin · Bolgart · Bonnie Rock · Boolading · Booraan · Brookton · Bruce Rock · Bullaring · Bullfinch · Bulyee · Bungulla · Buntine · Burakin · Burracoppin · Cadoux · Calingiri · Campion · Caraban · Carrabin · Cataby · Cervantes · Chandler · Chittering · Clackline · Cold Harbour · Congelin · Coomberdale · Copley · Corrigin · Cowcowing · Crossman · Cuballing · Culbin · Cunderdin · Dalwallinu · Dandaragan · Dangin · Darkan · Dattening · Dongolocking · Doodlakine · Dowerin · Dudinin · Dumbleyung · Duranillin · Dwarda · Ejanding · Elabbin · Erikin · Gabbin · Gingin · Goomalling ·  Grass Valley · Greenhills · Guilderton · Gwambygine · Harrismith · Highbury · Hines Hill · Holt Rock · Hyden · Jelcobine · Jennacubbine · Jennapullin · Jitarning · Jurien Bay · Kalannie · Karlgarin · Kellerberrin · Kondinin · Kondut · Koojan · Koolyanobbing · Koorda · Korbel · Korrelocking · Kukerin · Kulin · Kulja · Kulyaling · Kunjin · Kununoppin · Kweda · Kwelkan · Kwolyin · Lancelin · Lake Brown · Lake Grace · Lake King · Ledge Point · Manmanning · Marvel Loch · Meckering · Meenaar · Merredin · Miling · Minnivale · Mogumber · Mokine · Moodiarrup · Mooliabeenee · Moora · Moorine Rock · Moorumbine · Moulyinning · Mount Hardey · Mount Kokeby · Mount Walker · Muchea · Mukinbudin · Muntadgin · Nalya · Nangeenan · Narembeen · Narrogin · New Norcia · Newdegate · Nilgen · Nokaning · North Bannister · Northam · Nukarni · Nungarin · Pantapin · Piawaning · Piesseville · Pingaring · Pingelly · Pithara · Popanyinning · Quairading · Quindanning · Regans Ford · Seabird · Shackleton · Southern Cross · Spencers Brook · Tammin · Tincurrin · Toodyay · Trayning · Varley · Wagin · Walebing · Walgoolan · Wandering · Wannamal · Watheroo · Welbungin · West Dale · West Toodyay · Westonia · Wialki · Wickepin · Wilbinga · Williams · Wongan Hills · Woodridge · Wubin · Wundowie · Wyalkatchem · Yealering · Yelbeni · Yellowdine · Yilliminning · Yerecoin · York · Yorkrakine · Yornaning · Yoting · Youndegin